# 渋川一流
澁川一流（しぶかわいちりゅう）とは、 日本の伝統武術である柔術を中心とし、武器術として淺山一流の棒術なども併伝する流派である。

## 歴史
実技と伝書は伝えられているが、流祖首藤蔵之進満時（1809年〈文化6年〉～1897年〈明治30年〉）の没後、子孫の家が火災に遭い江戸時代の文献が残っていないため、流祖や流派の成立過程についての詳細は分かっていない。
伝承によれば、首藤蔵之進満時は宮崎儀右衛門満義に連れられ、広島藩安芸郡坂村に移り住み、難波一甫流や浅山一伝流を習った後、「柔術澁川一流」を創始した。1839年（天保10年）頃、松山藩に仕えたとされるが、明治維新以後は親族のいる広島県安芸郡坂村にたびたび帰り、広島の門弟にも 武術を教授した。澁川一流はいわゆる宗家制をとっておらず、自分の親族には完全相伝制をしたため、独立して師範となった方が複数人いたとされる。
流儀の体系であるが、柔術については澁川一流、棒術などの得物については淺山一流と称している。両流派とも密接不可分な関係にあり、柔術を一通り稽古し終わった者は引き続き、淺山一流の稽古に入るように稽古法が組み立てられている。

## 流名について
流名については、主なものに以下の二説がある。
一つは、西日本においては流儀名に○○一流と名乗る慣習があり（兵法二天一流、扱心一流など）、それに宮崎が広島藩で習得した澁川流の名義を冠して「澁川一流」と命名されたとするもの、もう一つは、渋川流、難波一甫流、浅山一伝流を合すると、渋川一甫一伝流となり、このことから渋川一流としたとするものである。
しかしながら、前記2説のうち、西日本の慣習によるとの説は、あくまで推測にすぎず、もう一方の渋川流など三流を合したとの説も同様で、現時点で流名の由来は不詳である。

## 現存の伝系
- 首藤藏之進満時以降、現存している主な伝系を以下に記す。

- 宮田友吉國嗣 - 車地國松政嗣 - 畝重實嗣昭 - 森本邦生嗣時[1]
- 宮田友吉國嗣 - 車地國松政嗣 - 畝重實嗣昭 - 西清一政純[4]
- 宮田友吉國嗣 - 小末繁太郎國時 - 谷田重一嗣時 - 谷田朝雄時信 - 小佐野淳信常[5]
- 宮田友吉國嗣 - 車地國松政嗣 - 金子定行秀國 -車地善光成嗣[6]
- 宮田友吉國嗣 - 小末繁太郎國時 - 谷田重一嗣時 - 久保歳之光信[7]

戦後、宮田友吉の実弟である宮田玉吉の流れを汲む者が、地元で渋川一流を教授していたことから、現在もその教えを受けた者が現存する。

### 坂町体育協会の渋川一流部
発祥の地である坂町では、毎週土曜日にシモハナホール（坂町立町民交流センター）で坂町体育協会に所属する渋川一流部が活動している。師範は谷田重一嗣時から渋川一流を学んだ久保歳之が務めている。
久保歳之は1925年（大正14年）生まれで、14歳から谷田重一の門人となって渋川一流を学び95歳まで稽古をしていた。
2022年（令和4年）の「ひろしま県老連」の広報誌には、99歳になっても週一回渋川一流の指導に当たっていることが紹介されている。
2021年（令和3年）坂町役場が発行している「広報さか」に坂町文化財保護委員による渋川一流と久保歳之一門の紹介記事が掲載された。

## 奉納額
坂町に所在する坂八幡宮に1891年（明治24年）に首藤蔵之進の門人宮田玉吉が奉納した額と、1895年（明治28年）に河野（川野）幸八が奉納した額が残っている。

このうち、前述の宮田玉吉が掲げた奉納額では、宮田家に伝わる柔術の伝来の過程を次のように記載している。
難波流
宮崎儀右衛門満義　承伝　首藤蔵之進満時
渋川流　　
承伝　宮田多四郎国時　 承伝　宮田玉吉時正　承伝　宮田友吉国治
首藤蔵之進満時　 

渋川一流　承伝　宮田玉吉時正
これによれば、難波流と渋川流を学んだ宮崎儀右衛門が、宮田家の宮田多四郎とその弟である首藤蔵之進に武術を伝え、宮田多四郎の子息である宮田友吉と宮田玉吉兄弟に武術が伝わったと記した上で、首藤蔵之進の門弟である宮田玉吉は渋川一流を教授しているのだと記載している。
また、同じく、明治期に坂八幡宮に奉納された川野幸八正国の奉納額では、渋川一流元祖首藤蔵之進と記載した上で、川野の門弟の氏名を記載している。
系図上では、川野幸八、宮田友吉及び宮田玉吉は首藤蔵之進の弟子であるが、このうち、川野幸八や宮田友吉は松山にいた首藤からではなく、実際は、村に在住していた宮田多四郎の門弟であったと考えられる（宮田玉吉は、父の宮田多四郎が早く亡くなったため、長く教えを受けることができなかったことから叔父の首藤から教えを受けたと思われる。）首藤を元祖とした理由については、現時点、判然としていないが、坂町では首藤が松山藩柔術指南役であったと伝えられており、いわば郷土の偉人とされていること、川野や宮田友吉も、多四郎没後も首藤から教えを受けており、終局的には首藤が自己の師匠とみなしていたからと思われる。
なお、前述宮田と川野の奉納額に記載された門弟を見ると、双方とも門弟は坂町出身者が多くを占めるが、宮田については大阪府や奈良県などの近畿地方出身の門弟がいることが認められる。
これについては、坂町出身者は、江戸期から四国の別子銅山や河内国・大和国の山岳地帯への出稼ぎに出る者が多かったため、同地域と坂町民とつながりは深く、武術の修業を志す者の中に宮田に入門する者がいたものと思われる。

## 流儀の特徴
澁川一流の特徴として、形がシンプルであること、形が「受」の仕掛け方によってグループ化されていること、素手による形と六尺棒などを用いる形があることが挙げられる。技の体系としては、素手対素手による勝負を主眼としたものではなく、懐剣や刀に対して身を護るように体系付けられている。
形は400ほど（車地國松系）あるが、はじめに稽古する履形（受が中段または下段を突いてくるのを制する形）の形が全ての形の基本となっており、以下、捕の攻撃形態（例えば、右手で受の肩を押す、あるいは両手で受の胸倉をつかんで押すなど）が変化しても、同様の体動で制圧できるように構成されている。また、それぞれの形のグループの多くには「礼式」があり、その中に受を制することなく、押し返すのみの動作がある。これは澁川一流柔術の理念が、人と争わないことにあるということを表している。
形の稽古のほかに、鍛錬法として棒抜けや枕引きなども伝えられており、柔道の乱取に相当する意地（治）稽古も伝えられている。

## 系譜
- 首藤藏之進満時
  - 宮田友吉國嗣
    - 車地国松政嗣
      - 畝重實嗣昭
        - 森本邦生嗣時

      - 金子定行秀國
        - 車地善光満秀

    - 小末繁太郎國時
      - 谷田重一嗣時
        - 谷田朝雄時信
          - 小佐野淳信常

        - 谷田光夫嗣光
        - 久保歳之光信

  - 宮田玉吉時正
    - 柴原鶴吉正満

  - 川野幸八正国